# Ottava rima

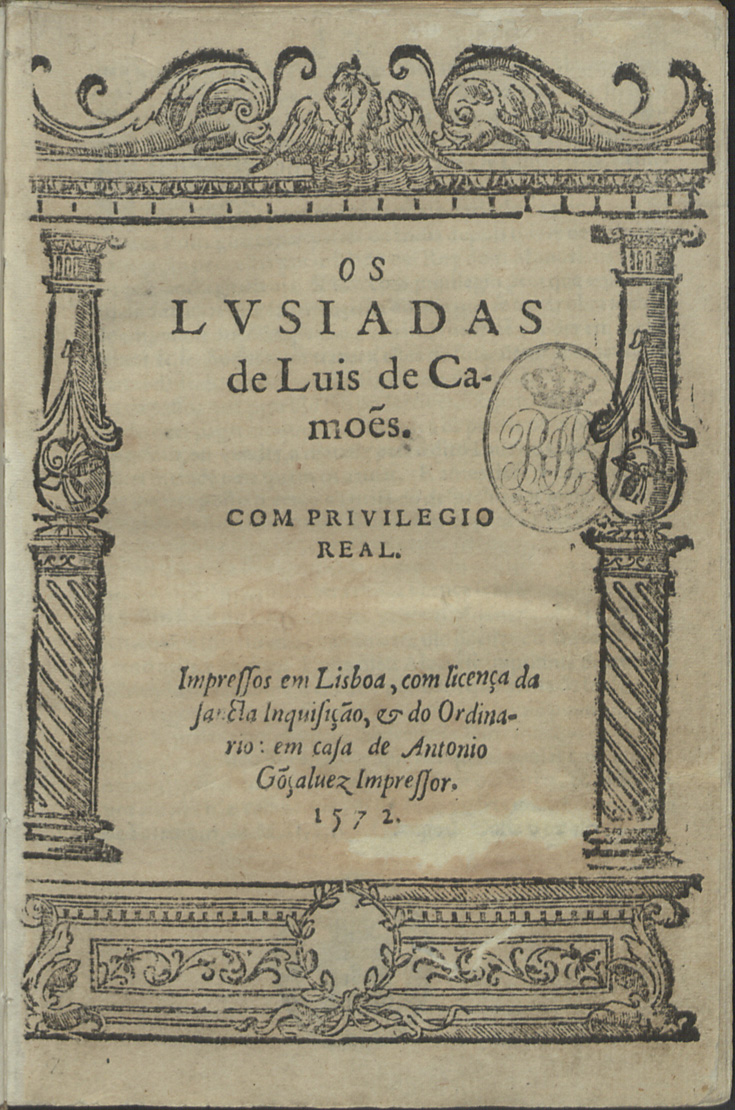
Les Lusiades, un long poème épique rédigé en portugais par Camoëns, est composé de 1102 strophes rimées en Ottava rima

Ottava rima est une forme de strophe rimée, d'origine italienne, qui fait rimer huit vers hendécasyllabes.
Utilisé à l'origine pour les longs poèmes sur des thèmes héroïques, il est devenu plus tard populaire dans l'écriture d'œuvres héroï-comiques. Sa première utilisation connue est dans les écrits de Boccace.
Autre exemple :
Canto l’arme pietos(e) e ’l Capitano
Che ’l gran sepolcro liberò di Cristo.
Molt(o) egl(i) oprò col senn(o) e con la mano;
Molto soffrì nel glorios(o) acquisto:
E (i)nvan' l’Inferno vi s’oppos(e), e (i)nvano
s’armò d’Asi(a) e di Libia (i)l popol(o) misto:
Chè ’l Ciel gli diè favor(e), e sott(o) ai santi
Segni riduss(e) i suoi compagn(i) erranti.
(Torquato Tasso, Gerusalemme liberata, 9-16)
Octava real, importé d'Italie et introduite par Garcilaso de la Vega et Juan Boscan, a commencé à être utilisé en Espagne pendant le début de la Renaissance. C'est la strophe de l'œuvre épique d'Alonso de Ercilla La Araucana :
No las damas, amor, no gentilezas
de caballeros canto enamorados,
ni las muestras, regalos y ternezas
de amorosos afectos y cuidados;
mas el valor, los hechos, las proezas
de aquellos españoles esforzados,
que a la cerviz de Arauco no domada
pusieron duro yugo por la espada.
(Alonso de Ercilla, La Araucana, 1-8)
Les Lusiades, un poème épique de Luís de Camões, se compose de 1 102 strophes au total. Ottava rima en portugais s’appelle « oitava rima ».
As armas e os barões assinalados,
Que da ocidental praia Lusitana,
Por mares nunca de antes navegados,
Passaram ainda além da Taprobana,
Em perigos e guerras esforçados,
Mais do que prometia a força humana,
E entre gente remota edificaram
Novo Reino, que tanto sublimaram;
(Os Lusíadas, 1-8)